# Coupe du monde de natation World Aquatics
La Coupe du monde de natation World Aquatics (anciennement Coupe du monde de natation FINA ) est une compétition internationale professionnelle de natation en petit bassin organisée par la Fédération internationale de natation depuis 1989. Les nageurs des pays membres de la Fédération internationale de natation peuvent participer aux différentes étapes de cette compétition. Les premier, second et troisième de chaque épreuve se voient décerner un prix.

## Palmarès
Depuis la première édition en 1989 jusqu'à l'édition 1998-1999, six nageurs et six nageuses sont récompensés du titre de vainqueur de la coupe du monde. Pour les hommes et les femmes, il existait en effet six catégories correspondant à des styles de nage : le sprint en nage libre, la longue distance en nage libre, le dos, la brasse, la nage papillon et le medley (quatre nages). À partir de l'édition 1999-2000, chaque épreuve distingue un vainqueur de coupe du monde. C'est ainsi que 34 titres sont décernés lors de cette douzième édition, 17 pour les hommes et 17 pour les femmes. L'année suivante, le nombre de titres est réduit à 13 pour les hommes et 11 pour les femmes. Depuis l'édition 2001-2002, un classement général convertissant la meilleure performance chronométrique d'un nageur en points a été établi,. Ce système est modifié lors de l'édition 2007 par un schéma plus classique : le classement selon la table de notation de la FINA sert à attribuer une quantité limitée de points aux dix meilleurs nageurs et nageuses sur l'ensemble d'une étape. Au fil des étapes, les nageurs accumulent des points ; ces points servent à établir un classement général qui distingue l'homme et la femme vainqueurs de la coupe du monde. Des points supplémentaires sont attribués quand un record du monde est battu ou égalé.
En raison de la proximité et de la préparation aux Jeux olympiques de 2016, l'édition 2015 de la compétition s'effectue en grand bassin. L'édition 2016 marque le retour au petit bassin.

### Vainqueurs
| Édition   | Vainqueur hommes                                     | Vainqueur femmes                                     |
| --------- | ---------------------------------------------------- | ---------------------------------------------------- |
| 2001-2002 | Ed Moses (États-Unis)                                | Martina Moravcová (Slovaquie)                        |
| 2002-2003 | Thomas Rupprath (Allemagne)                          | Alison Sheppard (Royaume-Uni)                        |
| 2003-2004 | Ed Moses (États-Unis)                                | Martina Moravcová (Slovaquie)                        |
| 2004-2005 | Ryk Neethling (Afrique du Sud)                       | Anna-Karin Kammerling (Suède)                        |
| 2005-2006 | Ryk Neethling (Afrique du Sud)                       | Therese Alshammar (Suède)                            |
| 2007      | Randall Bal (États-Unis)                             | Therese Alshammar (Suède)                            |
| 2008      | Cameron van der Burgh (Afrique du Sud)               | Marieke Guehrer (Australie)                          |
| 2009      | Cameron van der Burgh (Afrique du Sud)               | Jessica Hardy (États-Unis)                           |
| 2010      | Thiago Pereira (Brésil)                              | Therese Alshammar (Suède)                            |
| 2011      | Chad le Clos (Afrique du Sud)                        | Therese Alshammar (Suède)                            |
| 2012      | Kenneth To (Australie)                               | Katinka Hosszú (Hongrie)                             |
| 2013      | Chad le Clos (Afrique du Sud)                        | Katinka Hosszú (Hongrie)                             |
| 2014      | Chad le Clos (Afrique du Sud)                        | Katinka Hosszú (Hongrie)                             |
| 2015      | Cameron van der Burgh (Afrique du Sud)               | Katinka Hosszú (Hongrie)                             |
| 2016      | Vladimir Morozov (Russie)                            | Katinka Hosszú (Hongrie)                             |
| 2017      | Chad le Clos (Afrique du Sud)                        | Sarah Sjöström (Suède)                               |
| 2018      | Vladimir Morozov (Russie)                            | Sarah Sjöström (Suède)                               |
| 2019      | Vladimir Morozov (Russie)                            | Cate Campbell (Australie)                            |
| 2020      | N'a pas eu lieu en raison de la pandémie de Covid-19 | N'a pas eu lieu en raison de la pandémie de Covid-19 |
| 2021      | Matthew Sates (Afrique du Sud)                       | Emma McKeon (Australie)                              |
| 2022      | Dylan Carter (Trinité-et-Tobago)                     | Beata Nelson (États-Unis)                            |
| 2023      | Qin Haiyang (Chine)                                  | Kaylee McKeown (Australie)                           |
| 2024      | Léon Marchand (France)                               | Kate Douglass (États-Unis)                           |

### Records du monde battus
Nombre de record du monde battus par édition :
| - 2001-2002 : 22 - 2002-2003 : 7 - 2003-2004 : 4 - 2004-2005 : 5 - 2005-2006 : 2 - 2007 : 5 - 2008 : 12 - 2009 : 37 - 2011 : 1 - 2013 : 12 - 2024 : 1 |

## Épreuves
Les épreuves sont les mêmes pour toutes les compétitions, mais leur ordre peut varier. Toutes les épreuves font d'abord l'objet de préliminaires, sauf pour le 800 m et 1500 m libre qui sont nagés en finales chronométrées. Les compétitions se tiennent sur deux jours, avec les préliminaires le matin et les finales l'après-midi, avec l'exception notable des compétitions brésiliennes où les préliminaires se déroulent le soir et les finales le lendemain matin (d'où les compétitions de 3 jours).
Épreuves (en bassin de 25 m)
- Nage libre : 50 m, 100 m, 200 m, 400 m, 800 m pour les femmes, 1500 m pour les hommes
- Dos : 50 m, 100 m, 200 m
- Brasse : 50 m, 100 m, 200 m
- Papillon : 50 m, 100 m, 200 m
- Quatre nages : 100 m, 200 m, 400 m

## Lieux
| Pays                | Ville (Total)         | 88 89 | 89 90 | 91 | 91 92 | 93 | 94 | 95 | 96 | 97 | 98 | 98 99 | 99 00 | 00 01 | 01 02 | 02 03 | 03 04 | 04 05 | 05 06 | 07 | 08 | 09 | 10 | 11 |
| ------------------- | --------------------- | ----- | ----- | -- | ----- | -- | -- | -- | -- | -- | -- | ----- | ----- | ----- | ----- | ----- | ----- | ----- | ----- | -- | -- | -- | -- | -- |
| Afrique du Sud      | Durban (6)            |       |       |    |       |    |    |    |    |    |    |       |       |       |       |       | X     | X     | X     | X  | X  | X  |    |    |
| Allemagne           | Berlin (14)           | X     | X     |    |       |    |    |    |    |    |    |       | X     | X     | X     | X     | X     | X     | X     | X  | X  | X  | X  | X  |
| Allemagne           | Bonn (5)              | X     | X     | X  | X     |    |    |    |    |    |    |       |       |       |       |       |       |       |       |    |    |    |    |    |
| Allemagne           | Gelsenkirchen (7)     |       |       |    |       | X  | X  | X  | X  | X  | X  | X     |       |       |       |       |       |       |       |    |    |    |    |    |
| Allemagne           | Rostock (1)           |       |       | X  |       |    |    |    |    |    |    |       |       |       |       |       |       |       |       |    |    |    |    |    |
| Australie           | Hobart (2)            |       |       |    |       |    |    |    |    |    |    | X     | X     |       |       |       |       |       |       |    |    |    |    |    |
| Australie           | Melbourne (5)         |       |       |    |       |    |    |    |    |    |    |       |       | X     | X     | X     | X     | X     |       |    |    |    |    |    |
| Australie           | Sydney (6)            |       |       |    |       |    |    |    |    |    | X  | X     | X     |       |       |       |       |       | X     | X  | X  |    |    |    |
| Brésil              | Belo Horizonte (5)    |       |       |    |       |    |    |    |    |    |    |       |       |       |       |       | X     | X     | X     | X  | X  |    |    |    |
| Brésil              | Rio de Janeiro (7)    |       |       |    |       |    |    |    |    |    | X  | X     | X     | X     | X     | X     |       |       |       |    |    |    | X  |    |
| Canada              | Edmonton (4)          |       |       |    |       |    |    |    |    |    |    | X     | X     | X     | X     |       |       |       |       |    |    |    |    |    |
| Canada              | Montréal (2)          |       | X     |    | X     |    |    |    |    |    |    |       |       |       |       |       |       |       |       |    |    |    |    |    |
| Canada              | Toronto (1)           | X     |       |    |       |    |    |    |    |    |    |       |       |       |       |       |       |       |       |    |    |    |    |    |
| Canada              | Victoria (1)          |       |       | X  |       |    |    |    |    |    |    |       |       |       |       |       |       |       |       |    |    |    |    |    |
| Chine               | Pékin (8)             |       |       |    |       | X  | X  |    | X  | X  | X  | X     |       |       |       |       |       |       |       |    |    |    | X  | X  |
| Chine               | Shanghai (5)          |       |       |    |       | X  |    |    |    |    |    |       | X     | X     | X     | X     |       |       |       |    |    |    |    |    |
| Corée du Sud        | Daejon (3)            |       |       |    |       |    |    |    |    |    |    |       |       |       |       |       | X     | X     | X     |    |    |    |    |    |
| Émirats arabes unis | Dubaï (1)             |       |       |    |       |    |    |    |    |    |    |       |       |       |       |       |       |       |       |    |    |    |    | X  |
| Espagne             | Palma de Majorque (1) |       |       |    | X     |    |    |    |    |    |    |       |       |       |       |       |       |       |       |    |    |    |    |    |
| États-Unis          | College Station (1)   |       |       |    |       |    |    |    |    |    |    | X     |       |       |       |       |       |       |       |    |    |    |    |    |
| États-Unis          | Indianapolis (1)      | X     |       |    |       |    |    |    |    |    |    |       |       |       |       |       |       |       |       |    |    |    |    |    |
| États-Unis          | East Meadow (5)       |       |       |    |       |    |    |    |    |    |    |       |       |       | X     | X     | X     | X     | X     |    |    |    |    |    |
| États-Unis          | Orlando (1)           |       | X     |    |       |    |    |    |    |    |    |       |       |       |       |       |       |       |       |    |    |    |    |    |
| États-Unis          | Washington (2)        |       |       |    |       |    |    |    |    |    |    |       | X     | X     |       |       |       |       |       |    |    |    |    |    |
| Finlande            | Espoo (3)             |       |       |    |       |    |    | X  | X  | X  |    |       |       |       |       |       |       |       |       |    |    |    |    |    |
| France              | Paris (14)            | X     | X     |    | X     | X  | X  | X  | X  | X  | X  | X     | X     | X     | X     | X     |       |       |       |    |    |    |    |    |
| Hong Kong           | Hong Kong (7)         |       |       |    |       |    | X  | X  | X  | X  | X  | X     | X     |       |       |       |       |       |       |    |    |    |    |    |
| Italie              | Desenzano (2)         |       | X     |    |       |    | X  |    |    |    |    |       |       |       |       |       |       |       |       |    |    |    |    |    |
| Italie              | Imperia (7)           |       |       |    |       |    |    |    | X  | X  | X  | X     | X     | X     | X     |       |       |       |       |    |    |    |    |    |
| Italie              | Milan (3)             |       |       | X  | X     | X  |    |    |    |    |    |       |       |       |       |       |       |       |       |    |    |    |    |    |
| Italie              | Saint-Vincent (1)     |       |       |    |       |    |    | X  |    |    |    |       |       |       |       |       |       |       |       |    |    |    |    |    |
| Italie              | Venise (1)            | X     |       |    |       |    |    |    |    |    |    |       |       |       |       |       |       |       |       |    |    |    |    |    |
| Japon               | Tokyo (2)             |       |       |    |       |    |    |    |    |    |    |       |       |       |       |       |       |       |       |    |    |    | X  | X  |
| Royaume-Uni         | Glasgow (1)           |       |       |    |       |    |    |    |    | X  |    |       |       |       |       |       |       |       |       |    |    |    |    |    |
| Royaume-Uni         | Leicester (2)         |       | X     |    | X     |    |    |    |    |    |    |       |       |       |       |       |       |       |       |    |    |    |    |    |
| Royaume-Uni         | Londres (1)           | X     |       |    |       |    |    |    |    |    |    |       |       |       |       |       |       |       |       |    |    |    |    |    |
| Royaume-Uni         | Sheffield (9)         |       |       | X  |       | X  | X  | X  | X  |    | X  | X     | X     | X     |       |       |       |       |       |    |    |    |    |    |
| Russie              | Moscou (8)            |       |       |    |       |    |    |    |    |    |    |       |       |       |       |       | X     | X     | X     | X  | X  | X  | X  | X  |
| Russie              | Saint-Pétersbourg (2) |       |       | X  | X     |    |    |    |    |    |    |       |       |       |       |       |       |       |       |    |    |    |    |    |
| Singapour           | Singapour (5)         |       |       |    |       |    |    |    |    |    |    |       |       |       |       |       |       |       |       | X  | X  | X  | X  | X  |
| Suède               | Gothembourg (2)       | X     | X     |    |       |    |    |    |    |    |    |       |       |       |       |       |       |       |       |    |    |    |    |    |
| Suède               | Malmö (10)            |       |       | X  | X     | X  | X  | X  | X  | X  | X  | X     | X     |       |       |       |       |       |       |    |    |    |    |    |
| Suède               | Stockholm (11)        |       |       |    |       |    |    |    |    |    |    |       |       | X     | X     | X     | X     | X     | X     | X  | X  | X  | X  | X  |
| Total               | Total                 | 8     | 8     | 7  | 8     | 7  | 7  | 7  | 8  | 8  | 9  | 12    | 12    | 10    | 9     | 7     | 8     | 8     | 8     | 7  | 7  | 5  | 7  | 7  |